# Североатлантический совет
Североатланти́ческий сове́т (англ. North Atlantic Council) — основной орган принятия политических решений Организации Североатлантического договора (НАТО), состоящий из постоянных представителей от стран-членов организации. Он был создан статьёй 9 Североатлантического договора и является единственным органом в НАТО, полномочия которого вытекают непосредственно из договора.

## Права и обязанности
Североатлантический договор дал совету право устанавливать вспомогательные органы для выполнения различных политических функций. Совет может состоять из постоянных представителей или из министров государств-членов организации, министров обороны или глав правительств; при этом полномочия совета одинаковы независимо от состава собирающихся в нём членов-представителей организации.
Североатлантический совет собирается два раза в неделю: каждый вторник для неформальной беседы в обед и каждую среду для принятия решений сессии.
29 членов НАТО имеют дипломатические представительства в организации через свои посольства в Бельгии. Заседания Североатлантического совета, на которых председательствует Генеральный секретарь НАТО, предполагают принятие всех решений на основании общего согласия. При этом каждая страна, представленная в совете или в любом из его подчинённых комитетов, сохраняет полный суверенитет и несёт ответственность за свои собственные решения в рамках альянса.